# Вольтамперометрия
Вольтамперометрия — метод анализа, основанный на исследовании зависимости тока поляризации от напряжения, прикладываемого к электрохимической ячейке, когда электрический потенциал рабочего электрода значительно отличается от равновесного значения (см. электрохимическая поляризация). По разнообразию методов вольтамперометрия — самая многочисленная группа из всех электрохимических методов анализа, широко используемая для определения веществ в растворах и расплавах (например, полярография, амперометрия).